# Seconde occupation de la République dominicaine par les États-Unis
L'invasion de la République dominicaine par les États-Unis a lieu en 1965. À la suite de la guerre civile dominicaine qui débuta le 24 avril 1965, les Marines débarquèrent à Saint-Domingue le 28 avril 1965, appuyés par des éléments de la 82e division aéroportée. 
Elle se termine par une victoire des États-Unis en septembre 1966, mettant fin à l'operation Power Pack, nom de code de l'invasion, avec la fin de guerre civile et l'arrivée au pouvoir d'un régime non-communiste. Il s'agit de la deuxième occupation de ce pays par les forces armées des États-Unis après celle de 1916 à 1924.

## Historique

### Contexte
La République dominicaine a mené ses premières élections libres en décembre 1962 à la suite de l'assassinat le 30 mai 1961 de l'ancien président Rafael Leónidas Trujillo Molina, qui avait été à la tête du pays pendant 30 ans, et à un coup d'État qui, le 18 janvier 1962, démit Joaquín Balaguer Ricardo qui avait été placé par Trujillo à la tête de l'État. Au terme de ces élections, est élu comme président Juan Bosch du Parti révolutionnaire dominicain. Il est renversé 7 mois plus tard par un coup d'État conduit par le général d'aviation Elías Wessin y Wessin (en) qui instaure un triumvirat civil, mais sous contrôle des militaires.
Une lutte constante pour le contrôle politique entre les sympathisants communistes et groupes de gauche et les milieux conservateurs et les chefs militaires — dont beaucoup ont des liens avec l'industrie sucrière dominicaine — continue pendant trois ans. 
Une crise économique entrainant de nombreuses grèves et l'échec de la lutte contre la corruption de ce régime font empirer la situation politique dans ce pays du tiers-monde qui compte alors 3,8 millions d'habitants (3,2 millions en 1960, 4,2 millions en 1970).
Le 24 avril 1965, des officiers militaires de gauche se rebellent de façon inattendue contre l'Assemblée pour restaurer le gouvernement de Bosch et le retour de la Constitution de 1963 sans élections. Pendant la nuit, des soldats pro-Bosch de l'armée de terre et de la police prennent position à Saint-Domingue, capitale et plus grande ville du pays avec une population estimée à 613 000 personnes, et de grandes foules se révoltent dans les rues de la ville demandant le retour de Bosch de son exil à Porto Rico. Le dimanche 25 au matin, ils prennent le palais présidentiel et destituent le dirigeant dominicain, Donald Reid Cabral (en) qui a pu se cacher. Plus tard, des groupes d'inspiration communiste de civils armés, surnommés Los Tigres, envahissent les rues de la capitale et débordent rapidement les forces de sécurité dominicaines et l'armée loyaliste regroupant l'armée de l'air et la marine.

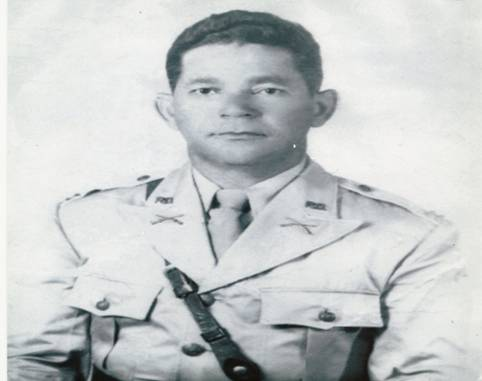
Colonel Fabio Chestaro Mejia, commandant des forces constitutionnalistes lors de la bataille du pont Duarte contre l'armée loyaliste.

Le chef des meneurs, qui prirent le nom de constitutionnalistes, le colonel Francisco Alberto Caamaño Deñó (en) est président du gouvernement constitutionnel du 4 mai 1965 au 30 août 1965. De très violents combats ont lieu entre les deux camps ; les forces loyalistes dirigées par Wessin y Wessin disposant de 23 chars, de huit P-51 Mustang, plusieurs Douglas A-26 Invader, 8 De Havilland Vampire et deux bataillons d'infanterie de 1 700 hommes contre une armée constitutionnaliste regroupant des militaires de 2 bases encasernées dans la capitale et de 2 à 4 000 civils armés ; la bataille pour le contrôle du pont Duarte remportée par les constitutionnalistes est considérée comme la plus meurtrière de l'histoire de ce pays et aurait fait entre 1 000 et 1 500 blessés et tués. Sept jours de combats auraient fait 2 000 morts et quelque 10 000 blessés. Au moins 110 loyalistes ont été exécutés par la rébellion et des familles de pilotes furent utilisées comme bouclier humain.
L'ambassadeur des États-Unis, William Tapley Bennett Jr. (en), a décrit la situation comme une « folie collective ». Pour les autorités de Washington, il a déclaré : « Je recommande de penser sérieusement la possibilité d'une intervention armée pour rétablir l'ordre au-delà de la simple protection de la vie (des citoyens américains présents dans ce pays). Si les efforts des loyalistes échouent, le pouvoir sera donné aux groupes dont les buts sont identifiés comme ceux du parti communiste. Nous pourrions avoir à intervenir pour empêcher un autre Cuba ». Le président Lyndon B. Johnson, indiquant la nécessité de protéger des vies américaines et des biens, a ordonné aux militaires américains de se déployer en République dominicaine afin de stabiliser le pays et l'empêcher de tomber aux mains des communistes.
La mission est donnée au lieutenant-général Bruce Palmer Jr., le commandant nouvellement désigné du 18e corps aéroporté américain, et au major-général Robert York, commandant de la 82e division aéroportée. Ils lancent l'opération Power Pack et ordonnent à une force opérationnelle composée de la 2e division de marine et la 82e division aéroportée de se déployer à compter du 28 avril. 75 membres de la compagnie E du 7e groupe des Special Forces, les unités des opérations psychologiques, et de divers éléments de soutien logistique ont également participé.
Pour les forces armées des États-Unis, c'était le premier test du nouveau concept ROAD (Reorganization Objective Army Division (en)) visant à développer des forces flexibles, déployables rapidement, et capables de répondre aux contingences multiples.

### Déroulement

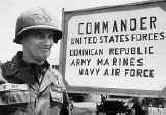
Le Lieutenant général Bruce R. Palmer commandant les forces des États-Unis en République dominicaine.

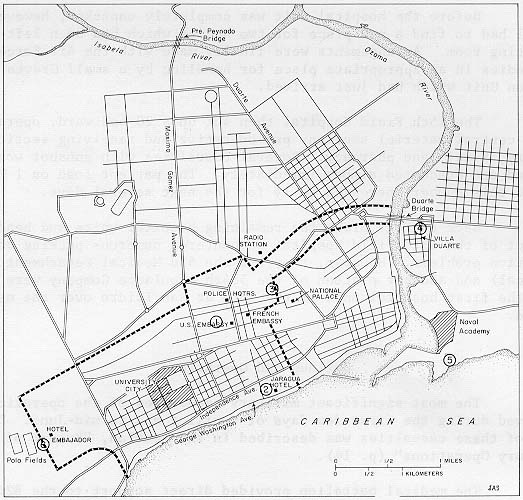
Zone de sécurité et le corridor de Saint-Domingue reliant les Marines à l'ouest de la ville aux unités de la 82e aéroportée à l'est par le pont Duarte. Les QG des forces des États-Unis et de l'IAPF et casernement des services de santé sont les suivants :
1. Quartier général des forces U.S.,
2. Quartier général de l'IAPF,
3. Compagnie D, médical, au Collége Maria Auxiliadora,
4. Compagnie C, station d'évacuation sanitaire,
5. de campagne,
6. Compagnie C au Camp Randall.

Militaires du Honduras de l'IAPF; Les premiers arrivés sur place.

Au 27 avril, un premier groupe de Marines est héliporté pour assurer la sécurité de l'ambassade américaine et assurer le début de l'évacuation des ressortissants étrangers à partir de l'USS Boxer, navire amiral de l'escadron amphibie 10, embarquant un total de 1 702 Marines. 
Le 28 avril 1965, la première vague de 400 Marines du 3e bataillon du 6e régiment de Marines constituant le 6e Marine Expeditionary Unit est arrivé par hélicoptères Sikorsky H-34 et a atterri sur le terrain de polo près de l'hôtel Ambajador à la bordure ouest de Saint-Domingue. Les premiers éléments de la 3e brigade de la 82e division sont arrivés par voie aérienne à bord de C-124 Globemaster II et de C-130 Hercules qui ont atterri le 29 à partir de 2h30 du matin sur la base aérienne de San Isidro à l'est de la capitale venant de la Ramey Air Force Base (en) de Puerto Rico. Le plan du major-général York consiste à dépêcher un élément de taille d'un bataillon de la 82e vers l'ouest et sécuriser le pont Duarte pour relier les parties est et ouest de la ville. Il serait alors assisté par des éléments loyalistes pour reprendre le contrôle de Saint-Domingue. Le même jour, une bataille voit 3 des 20 chars légers dominicains Strv L/60 (en) d'origine suédoise détruits respectivement par un canon sans recul M40 d'une équipe antichar de la 82e, un char M50 Ontos et un M48 Patton, ces derniers appartenant à la 6e MEU.
Au 1er mai, les forces américaines au sol sont de 4 200 militaires (1 700 Marines et 2 500 soldats de l'armée de terre) qui ont pris le contrôle en ville de la zone autour de l'ambassade américaine et de l'hôtel Embajador et assurant l'évacuation des ressortissants étrangers, 6 500 au total seront embarqués à bord de navires de l'US Navy vers Porto Rico ou évacués par air. Le 1er bataillon du 508e régiment d'infanterie de la 82e division est l'unité de pointe pour s'assurer le pont à partir du 1er mai à 9 h 0 avec le soutien aérien rapproché de F-4 Phantom II de l'United States Marine Corps Aviation. La sécurisation de la zone autour du pont était une entreprise hasardeuse, nécessitant des opérations de guerre urbaine sous le feu des forces rebelles. L'effort a été encore compliqué par le fait que les rebelles étaient assistés par les transfuges militaires constitutionnalistes qui portaient les mêmes uniformes que les forces loyalistes alliées avec les États-Unis. Dans l'après-midi du 30 avril, à la fois le pont pris à 13 h 15 et la gare de la ville étaient en sécurité. Le lendemain matin, la 82e avait avancé plus à l'ouest et a rejoint les forces des Marines. Des troupes supplémentaires ont travaillé pour protéger en permanence la voie de transport est-ouest, cette ligne de communication de 25 km a été surnommée le All-American express par la 82e. Pour démontrer que l'armée américaine tenait fermement la zone, le major-général York de la 82e Division aéroportée marcha tout au long du corridor défiant les tireurs isolés rebelles. L'utilisation de la force en réponse aux attaques des rebelles a été limitée à l'armement individuel, avec la permission spécifique requise avant que les troupes puissent répondre avec des canons sans recul ou l'artillerie. En effet, après que l'artillerie américaine eut tiré huit obus éclairants le premier jour de l'intervention, elle est restée par la suite silencieuse de peur de causer des dommages excessifs et nuire à la mission interaméricaine de maintien de la paix.
En cinq jours, du 29 avril au 4 mai, plus de 10 500 parachutistes de la 82e division aéroportée et unités de soutien ont été transportés en quatre vagues en République dominicaine.

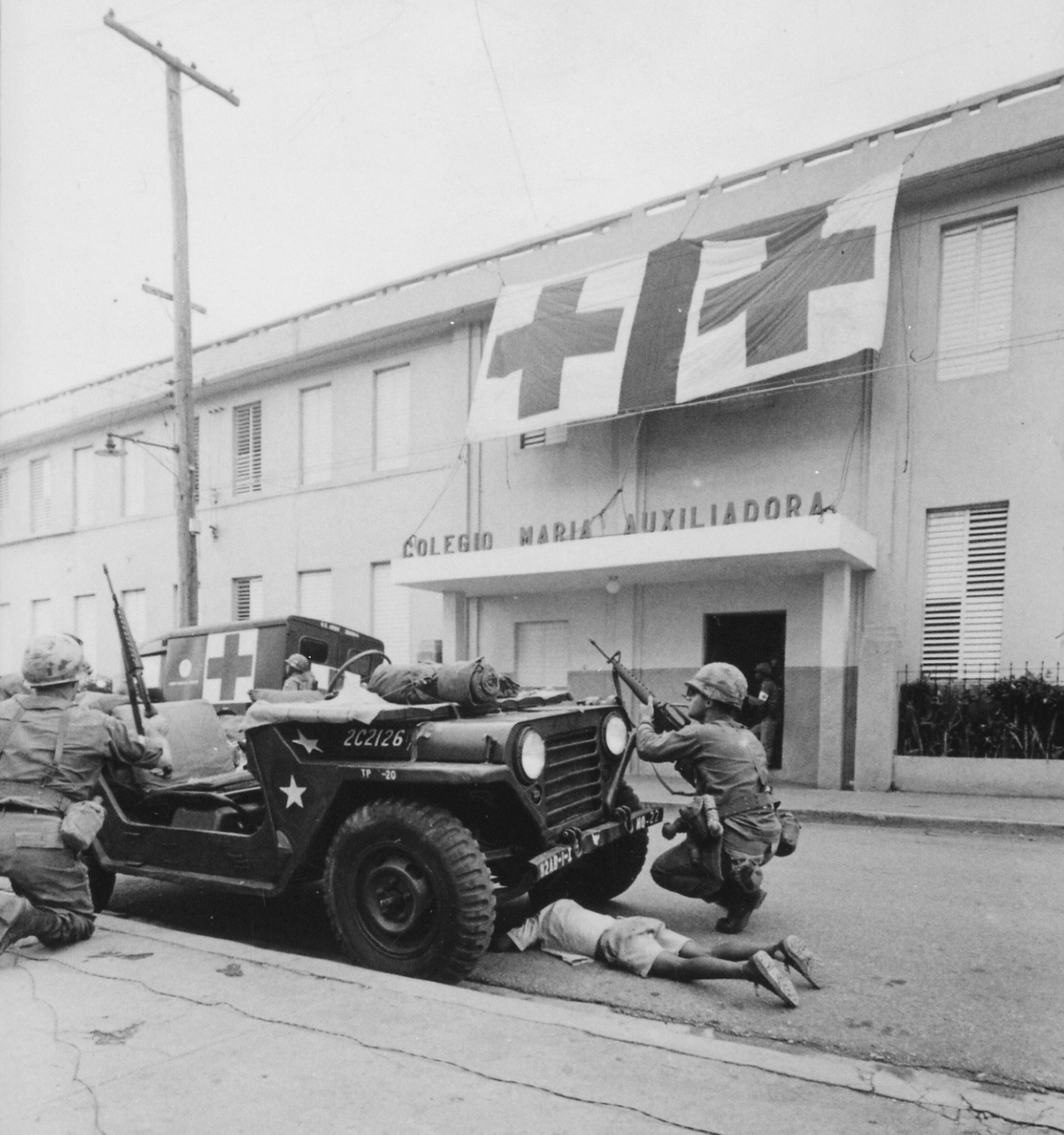
Tirs à Saint Domingue le 5 mai 1965. Un enfant est mis à l'abri sous une jeep.

Le 5 mai 1965, un accord est signé entre les loyalistes, les constitutionnalistes et l'Organisation des États américains mais des combats sporadiques continuèrent. Ainsi, le 6 mai, 4 Marines sont tués, un autre blessé et deux capturés brièvement lors d'une embuscade contre un convoi médical et un pilote de UH-1E fut blessé mais est parvenu à atterrir sans dommage.

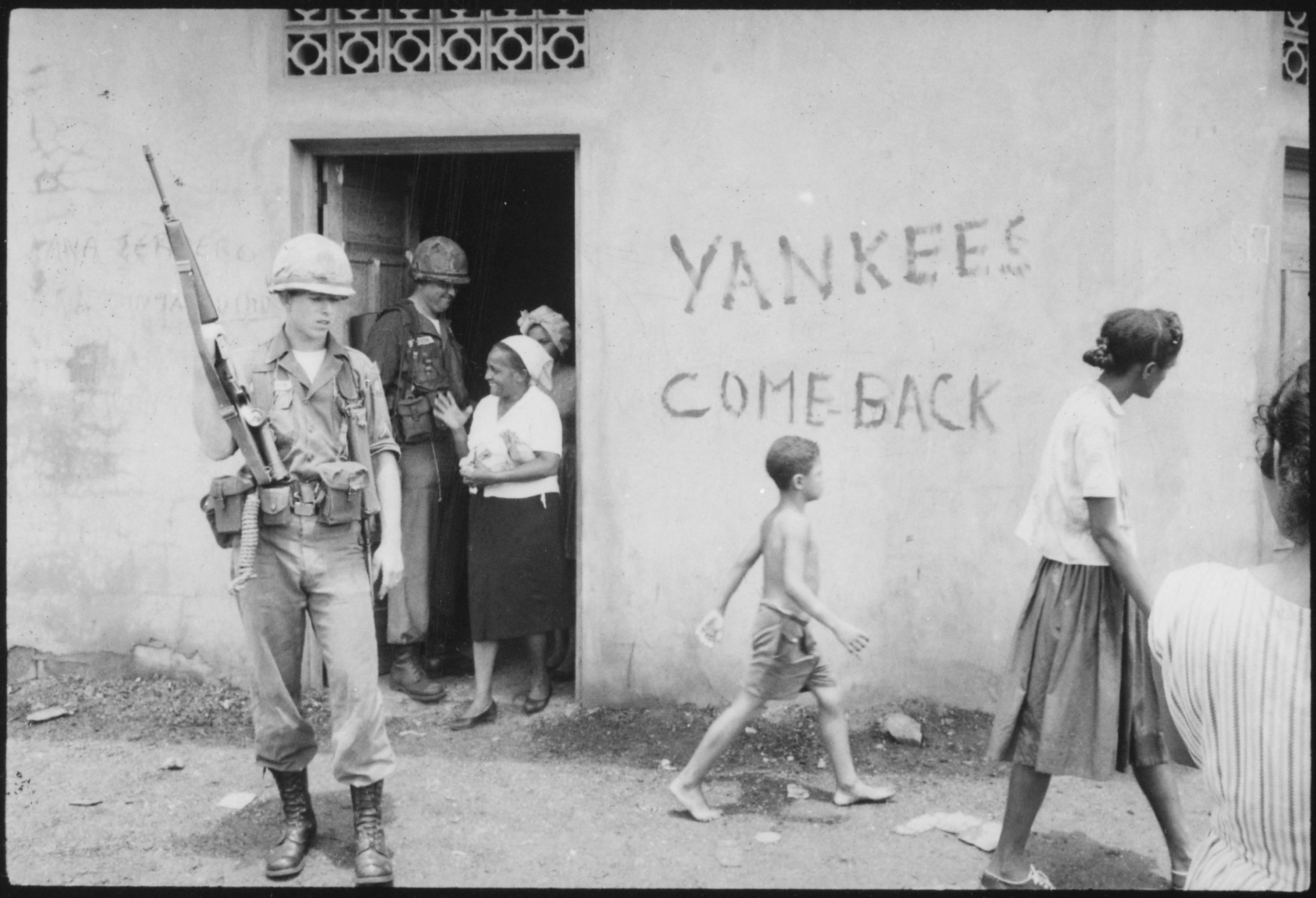
Distribution de nourriture par l'armée américaine le 9 mai.

À la fin de la première semaine, 500 Marines et deux bataillons de la 82e effectuaient des opérations de sécurité sur le terrain, et à la fin du mois de mai, toute la division était dans le pays. Le 7 mai, le général Imbert (en), un héros national pour son rôle dans l'assassinat de Trujillo, a été assermenté en tant que président du gouvernement de reconstruction nationale. Au 8 mai, les forces américaines au sol sont de 14 000 hommes. 

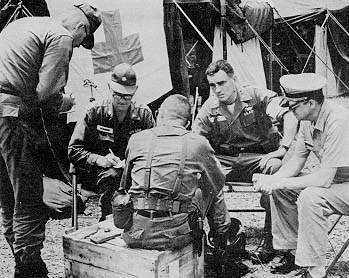
Officiers médicaux américains début mai 1965 près de Saint-Domingue.

Le cessez-le-feu est brisé subitement par le colonel Caamano mais le général Imbert lance l'opération Limpieza (nettoyage) le 13 mai. Les forces du général Imbert réussissent à éliminer les poches de résistance des constitutionnalistes en dehors de Ciudad Nueva (en) et à faire taire Radio Santo Domingo tombée aux mains de ceux-ci au début de la guerre civile mais perdent un avion dans cette action. Les opérations sont terminées le 21 mai. Le lieutenant-général Palmer demande à ses subordonnés de commencer les opérations de stabilisation. Bientôt les troupes menaient des opérations de maintien de l'ordre et d'aide humanitaire avec la distribution de nourriture (huit millions de tonnes au total), d'eau, et fournitures médicales et soins pour les membres des deux factions et la population civile. À la mi-mai, un pic de l'effectif américain engagé est de 23 850 militaires américains dont 8 000 Marines en République dominicaine, et environ 38 navires de guerre en mer. La Inter-American Peace Force (en) (IAPF)/Fôrça Interamericana de Paz (PAZ) de l'Organisation des États américains est formellement constitué le 23 mai pour remplacer les troupes des États-Unis; avec pour principal contingent un bataillon d'infanterie de 1 130 hommes des forces armées brésiliennes sous le commandement du général brésilien Hugo Penasco Alvim dont les premiers éléments arrivent le 26 mai permettant de réduire le contingent des États-Unis à 6 243 militaires avec le début du retrait des Marines entre le 27 mai et le 7 juin.
Le 15 juin, une offensive majeure rebelle faillit rompre la ligne de communication entre les forces des États-Unis et celles de l'IAPF, le 505e régiment d'infanterie parachutiste (en) et d'autres unités ont contre-attaqué. Après son échec après deux jours de lourds combats et convaincu de la détermination des États impliqués dans la crise, les dirigeants des deux factions dominicaines entamèrent des sérieuses négociations pour trouver un gouvernement intérimaire acceptable jusqu'à ce que des élections générales ait lieu.
En fin de compte, plus de 40 000 soldats américains ont participé à l'opération Power Pack dont environ 8 000 Marines.

### Fin de la crise

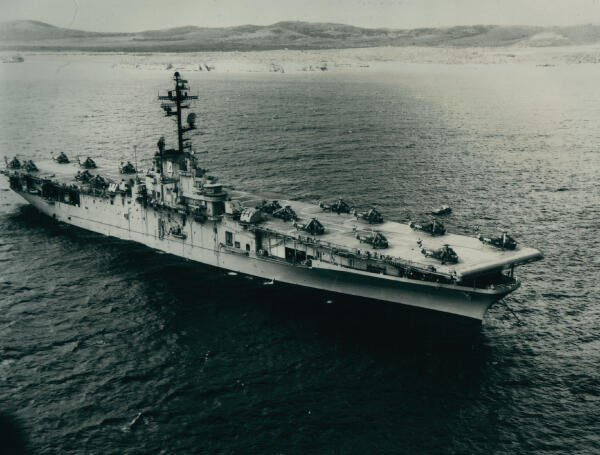
L' (LPH-4) en décembre 1966.

Le 31 août 1965, un accord de réconciliation est signé. Le 3 septembre 1965, un gouvernement provisoire dominicaine avec comme président Héctor García-Godoy (en) est mis en place sous les auspices de l'Organisation des États américains. Celle-ci, à son tour, a commencé les préparatifs pour des élections qui portèrent au pouvoir Joaquín Balaguer Ricardo avec 57 % des voix à partir du 1er juillet 1966, Bosch ayant recueilli 40 % des 1,3 million de votes. La plupart des opérations de sécurité ont été transférées à l'IAPF composée de militaires d'Amérique latine dirigé par le Brésil dont la mission s'arrête le 20 septembre 1966. 
Pendant que le gouvernement provisoire tente de faire retourner le pays à la normale, les forces américaines entrent dans la troisième et dernière phase de l'opération. Cette fois, le général Palmer soutient activement le gouvernement provisoire. Avant qu'il ne soit dissout après les élections en 1966, Garcia-Godoy demande à Palmer de l'aider à plusieurs reprises pour arrêter les flambées de violence à Saint-Domingue, Santiago et Barahona. L'infanterie américaine a également été utilisée pour arrêter une tentative de coup d'État par le général Wessin y Wessin seulement six jours après que le gouvernement provisoire a été inauguré.
À la fin de sa tentative de coup d'État, le général Wessin y Wessin a été retiré de l'armée dominicaine, nommé consul général aux États-Unis, et placé de force à bord d'un avion pour Miami par deux officiers américains armés. À peu près au même moment, le leader militaire constitutionnaliste, le colonel Francisco Caamano, a été nommé attaché militaire au Royaume-Uni et se rendit à Londres. 
Le 20 septembre 1966, la mission de l'IAFP s'arrête et toutes les forces étrangères ont quitté la République dominicaine après 17 mois de présence.
Francisco Alberto Caamaño Deñó (en) se rend secrètement sur l'île avec un petit nombre de conspirateurs venu de Cuba le 3 février 1973 afin de créer une guérilla mais il est tué le 16 février par l'armée. Il est considéré actuellement comme une des grandes figures de la République dominicaine[réf. nécessaire].

## Pertes humaines
- Pertes américaines :
  - 44 morts dont 27 au combat ;
  - 172 blessés au combat ;
  - 111 autres blessés et malades ;
  - 1 disparu ;
  - D'avril 1965 à septembre 1966, 14 membres de l'armée de terre des États-Unis ont été tués au combat et 148 ont été blessés, dont trois décédés plus tard des suites de leurs blessures. Sur les 68 blessés au combat qui ont dû être hospitalisés, la plupart avaient reçu des blessures de tirs d'armes légères et peu des éclats de munitions. Sur la base de blessés hospitalisés pour lesquels des données sont disponibles, 21 pour cent ont été blessés à la tête ou au cou, 29 pour cent dans le tronc, et 50 pour cent dans les membres[22]. Les pertes des Marines sont de 9 tués et 30 blessés.

- Pertes de la Inter-American Peace Force :
  - 17 blessés au total[23] ;
  - 6 Brésiliens blessés au combat ;
  - 5 Paraguayens blessés au combat.

- Pertes dominicaines. Celles-ci ne sont pas connues officiellement, les chiffres ci-dessous ne sont que des estimations : 
  - 300 morts lors selon le général Edwin H. Simmons (en) du centre historique de l'USMC, 3 000 selon le major Greenberg ;
  - plus de 2 000 civils tués et 3 000 blessés, plus de 800 soldats dominicains tués selon Air Combat Information Group en 2003 ;
  - 6 à 10 000 morts, tous camps confondus, dont de nombreuses victimes civiles selon un site non officiel sur l'USMC[24] ;
  - Armée constitutionnaliste : 2 500 morts au combat, 6 000 blessés[réf. nécessaire] ;
  - Armée loyaliste : 1 500 morts au combat, 3 000 blessés[réf. nécessaire].

## Culture populaire
- The Marines Have Landed On The Shores Of Santo Domingo, chanson de Phil Ochs